# Gilles Martin (ingénieur)
Pour les articles homonymes, voir Gilles Martin et Martin.
Gilles Martin, né le 20 octobre 1963 à Paris (15e), est un ingénieur, scientifique et milliardaire français, qui a créé et préside la société Eurofins Scientific dont il possède environ 25 % du capital à travers le holding Analytical Bioventures.

## Biographie

### Jeunesse et études
Ses parents, Maryvonne Lucie Martin et Gérard-Jean Martin, sont des professeurs de chimie de l'université de Nantes. Gilles entre à Centrale Paris (promotion 1986) où il utilise une grosse partie de son temps à créer une entreprise spécialisée dans l'apprentissage des mathématiques, Objectif Maths, avec son camarade Hervé Lecat, auquel il cède par la suite ses parts.
Après Centrale, Gilles Martin part comme assistant de recherche à l'Université de Syracuse où il réalise un système expert de diagnostic utilisant des images de RMN, et obtient un diplôme de master. Il revient en France et obtient un doctorat à l'École Centrale.

### Développement de l'entreprise Eurofins Scientific
À l'origine, les parents de Gilles et de Yves-Loïc avaient breveté un procédé de mesure du taux de sucre dans les vins, et confié à leurs fils le développement et la commercialisation du procédé. L'activité de l'entreprise démarre en 1987. Gilles rachète le brevet au CNRS, découvre de nouvelles applications pour le brevet, et élargit la clientèle de l'entreprise à toute la filière agro-alimentaire. L'entreprise atteint rapidement 50 salariés et exporte 70% de sa production.
Eurofins procède alors au rachat massif d'autres laboratoires, y compris en finançant des laboratoires en mode startup. Cette politique d'acquisitions agressives lui permet d'afficher 50 000 salariés en 2020.

## Fortune personnelle
D'après Forbes, Gilles Martin possède environ 25 % du capital de Eurofins. Son frère Yves-Loïc possède environ 11% du capital de Eurofins. De ce fait, leur fortune est estimée en 2020 à 3 milliards de dollars, ce qui en fait la 985e fortune mondiale d'après Forbes.
Afin d'échapper à des impôts français jugés trop lourds, les frères Martin ont déménagé leur domicile personnel en Belgique et celui de Eurofins au Luxembourg (janvier 2012).

## Distinctions
- Prix national de l'Entrepreneur (catégorie développement international)